# Методи Филипов
Методи (Методия) Филипов Петров е български революционер, деец на Вътрешната македоно-одринска революционна организация.

## Биография
Методи Филипов е роден в 1891 година в кочанското село Блатец, тогава в Османската империя. Присъединява се към ВМОРО. При избухването на Балканската война в 1912 година е доброволец в Македоно-одринското опълчение на Българската армия и служи в 4-та рота на 5-а одринска дружина, носител на орден „За храброст“ IV степен. Продължава с революционната дейност и след като Кочанско попада в Сърбия след Междусъюзническата война. В 1914 година се сражава със сръбските власти с четата на Георги Траянов, а в 1915 година с четата на Мите Константинов. Участва в Първата световна война с Българската армия. Носител е на орден „За храброст“ III степен.